# Astronium
Astronium (sinònim Myracrodruon M.Allemão) és un gènere de plantes anacardiàcies.

## Diversitat
Les espècies inclouen:
- Astronium balansae - curupach, pae ferro, urundahy
- Astronium concinnum
- Astronium conzattii
- Astronium fraxinifolium - kingwood, locustwood, tigerwood, zebrawood, arroeira-do-campo, chibatã, gonçalo alves
- Astronium gardneri
- Astronium glaziovii
- Astronium graveolens - glassywood, aroeira, copaiva, gateado
- Astronium lecointei - miracoatiara, almendro macho, bolaquiro, guasanero
- Astronium mirandae
- Astronium nelson-rosae[3]
- Astronium obliquum
- Astronium ulei
- Astronium urundeuva - urunday, aroeira, cuchi, sotocele